# Bebekium mirabile
Bebekium mirabile är en mångfotingart som beskrevs av Karl Wilhelm Verhoeff 1941. Bebekium mirabile ingår i släktet Bebekium och familjen storjordkrypare.
Artens utbredningsområde är Turkiet. Inga underarter finns listade i Catalogue of Life.